# Live At Slane Castle
Live at Slane Castle es un concierto de la banda estadounidense Red Hot Chili Peppers, editado en DVD y puesto a la venta en 2003. Fue grabado en Irlanda, el 23 de agosto de 2003, y fue publicado por el sello discográfico Warner Bros. Records el 17 de noviembre del mismo año. El DVD contiene todas las canciones del concierto menos "Soul to Squeeze", donde el guitarrista John Frusciante rompió una cuerda.

## Lista de canciones
1. "Intro" - 2:01
2. "By the Way" - 4:26
3. "Scar Tissue" - 4:41
4. "Around the World"
5. "Maybe" - Interpretada por John Frusciante (cover de The Chantels)
6. "Universally Speaking" -
7. "Parallel Universe" - 6:03 (contiene como intro un fragmento de "Latest Disgrace" de Fugazi)
8. "The Zephyr Song" - 4:11
9. "Throw Away Your Television" - 6:11
10. "Havana Affair" (cover de Ramones) - 3:19
11. "Otherside" - 4:25
12. "Purple Stain" - 5:32
13. "Don't Forget Me" - 5:32
14. "Right on Time" - 2:18 (contiene como intro un fragmento de "London Calling" de The Clash)
15. "Can't Stop" - 5:19
16. "Venice Queen" - 7:50
17. "Give It Away" - 10:11 - (contiene un pequeño jam de Flea con la trompeta y Chad con la batería)
18. "Californication" - 7:27 - (antes de comenzar, John y Flea realizan un jam)
19. "Under the Bridge" - 5:23 - (al finalizar, realizan un pequeño jam)
20. "The Power of Equality" - 4:10

- Datos: Q1931393